# Спящата красавица
Вижте пояснителната страница за други значения на Спящата красавица.
Спящата красавица (издавана в миналото като „“) е народна приказка, най-популярните версии на която са преразказани от Самата нея  (1697) и Братя Грим (1812).
Между двете най-известни писмени версии обаче има съществени разлики. Докато при братя Грим историята свършва със събуждането на принцесата, то при Шарл Перо тя зачева от принца близнаци двете си момчета Иван и Стефан) и едва тогава се събужда, а принцът ги отвежда и тримата в замъка на майка си, която е кралица-човекоядка. Когато принцът заминава на война, майка му решава да изяде принцесата с двете ѝ деца. За щастие се намесва икономът на двореца, който поставя на тяхно място една коза с двете ѝ малки козлета и така успява да измами злата кралица.
Другата разлика е в броя на орисниците – при Перо те са 7, докато във варианта на братя Грим са 12.
- Спящата красавица, илюстрация на Гюстав Доре
- Според предсказанието принцесата си убожда пръста на вретено

## Творби, вдъхновени от приказката
- Сюжетът на приказката е използван от Чайковски за създаването на неговия балет Спящата красавица (1888 – 1889).
- Уолт Дисни създават анимационния филм Спящата красавица (1959).